# 간석지하차도

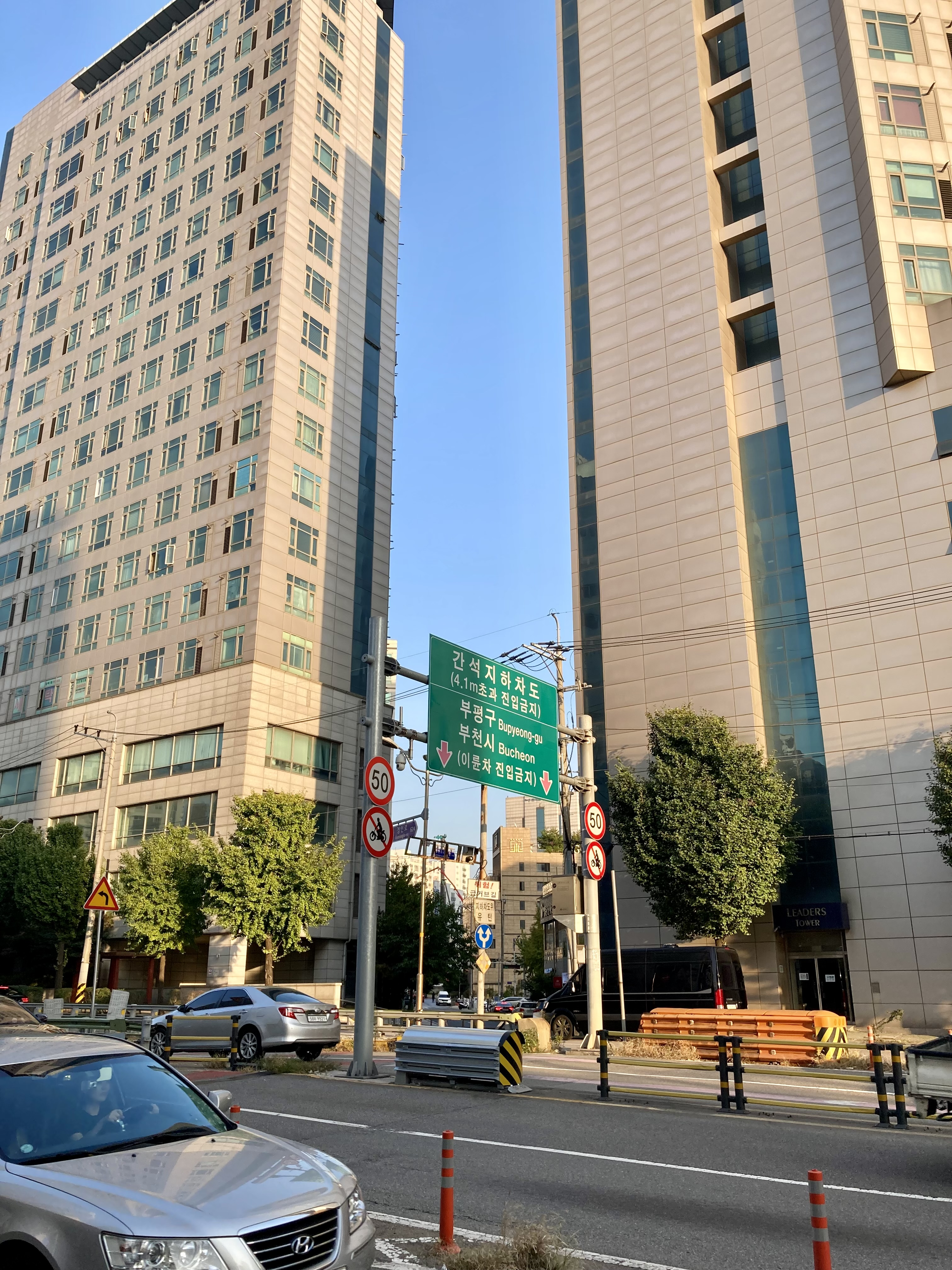
간석지하차도 도로판

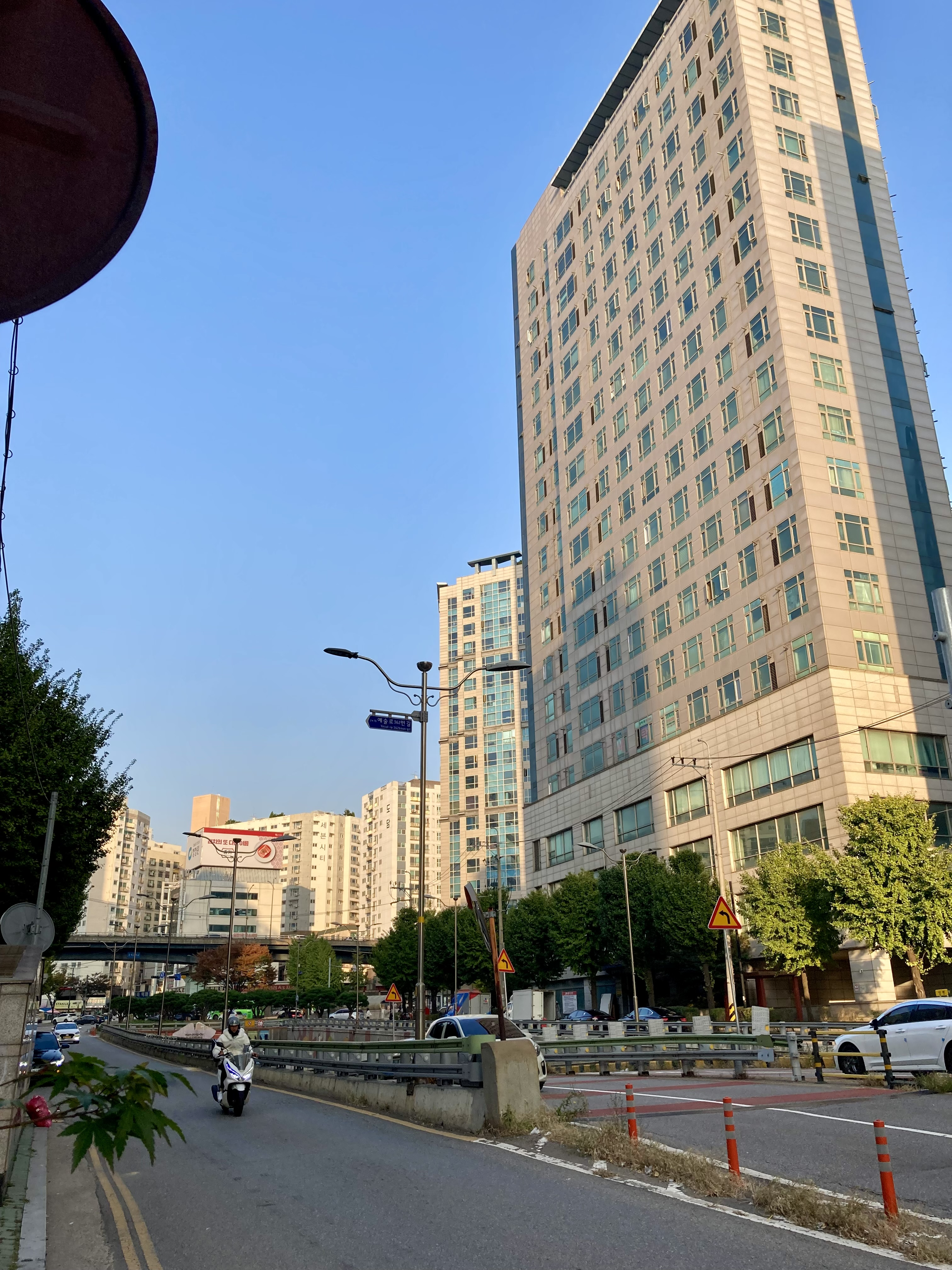
간석지하차도 상행방면

간석지하차도는 인천광역시 남동구 간석동의 경인로에 놓여 있는 지하차도로, 국도 제46호선과 국도 제42호선의 일부를 이룬다. 총 연장은 약 360m이며, 간석오거리 밑을 관통한다.

## 역사
- 1981년 12월 23일 : 간석지하차도 개통

## 특이 사항
인천시 주민들이 서울특별시, 부천시 등지로 빠져나갈 때 1980년대 초까지만 하여도 기존의 지상 도로로만 어쩔 수 없이 의지해 왔으나, 간석동의 만성 교통 체증을 완화하기 위해 터널과 비슷한 도로 지하 구조물로 지어진 것으로 보인다. 비슷한 예로는 석바위와 간석동을 연결하는 석암지하차도가 있으며, 이 도로 구조물에는 모터사이클 등 이륜자동차와 자전거는 통행할 수 없다. 이 지하차도를 통과하는 버스 노선은 동화운수의 2번 버스만 간석지하차도를 유일하게 통과한다. 20~30여 년 전에는 31, 32, 32-1번은 물론 부천의 구 51, 52, 53, 550번도 물론 통과하였으나, 31번과 부천의 구 52, 53번이 1997년에, 부천의 구 51번과 32-1번은 1999년에 폐지되었으며, 550번은 2001년 노선을 부평으로 단축하였다. 다만 마지막으로 남아 있었던 32번까지 2003년 노선 폐지 이후부터 간석지하차도를 통과하는 사실상의 유일한 버스 노선이다.

## 대체 노선
간석지하차도의 대체 도로에는 간석오거리를 기준으로 남동대로, 백범로 등이 있으며, 남동대로를 통해 구월로, 석산로 등 다른 도로로 우회해야 한다.

## 주변 시설
- ● 인천 도시철도 1호선 : 간석오거리역
- ● 수도권 전철 1호선 : 동암역
- 간석고가교
- 경인로
- 남동대로
- 백범로 (수인로를 통해 수원까지 연결)

## 같이 보기
- 지하차도
- 경인로
- 간석오거리역
- 석암지하차도